# Bieriezniki (obwód kurski)
Bieriezniki (ros. Березники) – wieś (ros. село, trb. sieło) w zachodniej Rosji, centrum administracyjne sielsowietu bierieznikowskiego w rejonie rylskim obwodu kurskiego.

## Geografia
Miejscowość położona jest nad rzeką Sejm, 9 km od centrum administracyjnego rejonu (Rylsk), 98 km od Kurska.
Na jej obrzeżach stoi cerkiew Świętych Borysa i Gleba.
W granicach miejscowości znajduje się 75 posesji.

## Demografia
W 2010 r. miejscowość zamieszkiwało 121 osób.